# ТЕ10
ТЕ10 (Тепловоз з Електричною передачею, 10-та серія) — радянський серійний тепловоз з електричною передачею. Перша серія у сімействі ТЕ10.

## Історія
В 1957—1958 харківський завод «Електроважмаш» і Харківський завод транспортного машинобудування спроектували новий односекційний тепловоз, що був потужнішим на 50 % ніж секції тепловоза ТЕ3, і був трохи важчим (138 т проти 126). Найбільші труднощі виникли під час розробки нового дванадцятициліндрового дизельного двигуна 9Д100 підвищеної економічності на основі дизельного двигуна 2Д100, а також при створенні ходової частини тепловоза з малою масою і покращеними гальмівними і динамічними характеристиками. Також конструктори прагнули вдосконалити схеми електропередачі і електричних машин для нового тепловоза.
Перший тепловоз нової конструкції отримав позначення ТЕ10-001 («Харків») і був випущений в листопаді 1958.
З 1958 по 1961 Харківський завод виготовив 26 локомотивів серії.
Тепловози цієї серії спочатку працювали на Куйбишевській залізниці, а потім на Північно-Кавказькій залізниці. На 1 січня 1976 всі локомотиви цієї серії, крім одного, перебували на Південній залізниці, виконуючи переважно маневрову роботу. Списання тепловозів серії ТЕ10 з інвентарного парку відбувалося в 1980-их. В 1990 було списано три тепловози ТЕ10.

## Інновації
Вперше в радянському тепловозобудуванні застосували принцип цільного кузова тримкої конструкції, який до цього застосовувався лише на чехословацьких електровозах ЧС1 і в ризьких електропоїздах ЕР1.
Вперше в радянському тепловозобудуванні була застосована принципово нова система автоматичного регулювання збудження тягового генератора, яка забезпечувала визначену залежність напруги генератора від його струму, система дозволяла більш якісно використовувати потужність двигуна, чого раніше досягти було неможливо.

## Опис
Цільний кузов спирався на два тривісні візки, які були уніфіковані з візками тепловозів серії ТЕ3.
Двигун 9Д100 мав потужність 3000 к. с. і масу разом з рамою 22 350 кг.
На тепловозі були встановлені шість нових тягових електродвигунів ЕДТ-340А, спроектовані і виготовлені заводом «Електроважмаш» для газотурбовоза Г1-01. Номінальна потужність двигунів при роботі на тепловозі — 307 кВт, маса — 2800 кг. Тягові електродвигуни мали опорно-осьове підвішування; передатне число редуктора — 68:15.
Під час випуску в конструкцію вносилися несуттєві зміни, метою яких було зниження маси і покращення роботи тепловоза. Окрім ТЕД ЕДТ-340А застосовувалися ЕДТ-340Г і ЕД-104 (останній — з одночасною зміною передатного числа на 69:14). Після цих й інших відносно масштабних змін службова маса тепловоза становила 129 т з врахуванням запасу палива (до 6500 кг) піску (до 950 кг).
Управління тепловозом здійснювалося за допомогою контролера машиніста КМ-1501, головна рукоятка якого мала нульову і 15 робочих позицій.
Маючи значно меншу масу порівняно з двосекційним тепловозом ТЕ3, тепловоз ТЕ10 міг успішно замінювати паровози.
Технічні характеристики першого тепловоза серії ТЕ10:
- службова маса — 138 т;
- запас палива — 5500 кг;
- запас мастила — 1450 кг;
- запас води — 1500 кг;
- запас піску — 520 кг;
- швидкість тривалого режиму — 25 км/год;
- конструкційна швидкість — 100 км/год.